# Стрельнинско-Петергофская операция
Стре́льнинско-Петерго́фская опера́ция — частная наступательная операция советских войск Ленинградского фронта и Балтийского флота 5 — 10 октября 1941 года, проведённая на оборонительном этапе битвы за Ленинград в Великой Отечественной войне.

## Предшествующие события, планы и задачи операции
16 сентября 1941 года немецкие войска группы армий «Север» прорвались от Красного Села к побережью Финского залива, отрезав город Ораниенбаум и оборонявшуюся в его окрестностях 8-ю армию от Ленинграда, который на этом направлении обороняла 42-я армия. 17 сентября врагом захвачена Стрельна, 23 сентября — Петергоф. Создалась угроза уничтожения главной базы Балтийского флота — Кронштадта. Обескровленная в боях 8-я армия с большим трудом стабилизировала линию фронта на рубеже Троицкий ручей — Английский пруд — Гостилицкое шоссе. Части 42-й армии занимали оборону восточнее Урицка.
1 октября 1941 года командующий Ленинградского фронта генерал армии Г. К. Жуков приказал войскам 8-й и 42-й армии перейти в наступление, разбить Стрельнинско-Петергофскую группировку врага, деблокировать Ораниенбаумский плацдарм. В помощь этим армиям по требованию Жукова запланирована высадка двух морских десантов в районе Стрельны и в Нижнем парке Петергофа. Обе армии при содействии флота должны были встречными ударами на Новый Петергоф и Стрельну разгромить стрельнинско-петергофскую группировку противника и отбросить части его 18-й армии за Ропшинское шоссе. На десанты возлагалась задача рассечь клин немецких войск, отвлечь на себя внимание врага и ударами с тыла содействовать приморским частям армий в прорыве немецкой обороны.
Проведение операции возложено на потрёпанные в предшествующих боях три стрелковые дивизии 8-й армии (командир генерал-лейтенант Т. И. Шевалдин). Главный охватывающий удар из района Английского пруда в район Ольгина пруда и церкви Петра и Павла наносила 11-я стрелковая дивизия (командир генерал-майор Н. А. Соколов), усиленная танковым полком. Вспомогательный фронтальный удар — с рубежа Троицкого ручья на Гранильную фабрику и Большой дворец наносила 10-я стрелковая дивизия (командир генерал-майор М. П. Духанов), усиленная Латышским стрелковым полком и двумя батальонами 2-й бригады морской пехоты. С юга действия этих дивизий обеспечивала 191-я стрелковая дивизия наступлением на Егерскую слободу и далее вдоль железной дороги на восток. Всего к операции на участке 8-й армии привлекалось три стрелковых дивизии и 2-й танковый полк (около 3 тысяч штыков и 28 танков, из которых 5 — Т-34 и КВ-2, остальные — лёгкие устаревшие танки Т-26 и БТ).
Петергоф обороняла 291-я пехотная дивизия 18-й армии вермахта с приданными частями. По численности она незначительно уступала составу наступающих войск 8-й армии. Плюсом противника было то, что за три недели он успел подготовить сильную оборону на глубину до двух километров, состоящую из огневых точек, траншей и окопов, прикрытых минными полями и проволочными заграждениями. Значительный недостаток артиллерии и боеприпасов не оставлял шансов советским войскам на прорыв этой обороны.
Аналогичная ситуация складывалась и на планируемом участке действий 42-й армии (командующий генерал-майор И. И. Федюнинский). На этом участке дополнительную негативную роль сыграла высадка 3 октября разведывательного десанта у завода «ПишМаш», привлекшая внимание противника к месту готовившейся операции.

## Ход операции
5 октября в 5 часов утра после короткого артналёта части 8-й армии перешли в атаку. Непрерывно атакуя под артиллерийско-миномётным и пулемётным огнём, к исходу дня 11-я дивизия вклинилась в оборону противника южнее Ораниенбаумского шоссе, овладела нижним зданием Гранильной фабрики на ближних подступах к Нижнему парку Петергофа. Дальнейшие попытки наступления отбивались мощным огнём врага с большими потерями. Части 42-й армии перешли в наступление одновременно с 8-й армией, но достигли ещё меньших результатов.
Одновременно на рассвете 5 октября, катерами Балтийского флота были высажены Петергофский десант и Стрельнинский десант. Несмотря на беспримерный героизм их участников, из-за их малочисленности, недостаточной вооруженности и несогласованности действий армейского и флотского командования, десантники не смогли оказать поддержки наступающим сухопутным частям, были немедленно блокированы после высадки. Петергофский десант к 7 октября погиб в полном составе. Стрельнинские десантники в количестве  оставшихся пяти человек пробились обратно.
На следующие дни, 6—9 октября, ни одна из многочисленных атак 8-й и 42-й армий не увенчалась успехом, продвижение вперед отсутствовало. Противник спешно усиливал оборону, создавая новые заграждения, с 8 октября отмечен ввод в бой новых частей. Попытка танкового прорыва полосы вражеской обороны в полосе 42-й армии окончилась полной гибелью направленного в атаку танкового полка. 10 октября только что назначенный исполняющим обязанности командующего Ленинградским фронтом Федюнинский отдал приказ о прекращении операции.

## Причины неудачи операции
Все причины неудачных действий советских войск и флота в операции характерны для общей картины действий армии в первый период войны:
1. Отсутствие проработанного плана операции, имеющийся план по сути сводился к постановке задачи на взятие определённых пунктов. Наступающие дивизии не имели опыта прорыва позиционной обороны, атаки велись в лоб. Взаимодействие видов и родов войск налажено не было.
2. Острый недостаток времени для подготовки операции: подготовка велась всего четыре дня — с 1 по 4 октября.
3. Нехватка в личном составе (общая численность трёх выделенных для операции дивизий 8-й армии составляла менее штатной численности одной дивизии), в артиллерии (на обе армии приходилось 111 полевых орудий) и боеприпасах.
4. Слабое взаимодействие армии и флота: мощная артиллерия Кронштадтской крепости и стоящих в ней кораблей открывала огонь эпизодически, не имея разведанных целей, нанося удары не по атакуемым участкам вражеской обороны, а по тылам. После высадки десанты действиями флота не поддерживались.
5. Крайне слабая авиационная поддержка.
6. Недооценка сил врага и как следствие — явная несоразмерность сил десантов поставленным задачам.

## Итоги операции
Стрельнинско-Петергофская наступательная операция советских войск и высаженные в ходе её Петергофский и Стрельнинский десанты окончились неудачей. Потери советских войск в ней не установлены, но исходя из драматического развития операции должны значительно превышать потери врага.
Тем не менее, по мнению советского командования, проведение операции вынудило противника спешно усилить на этом участке свои войска, сняв часть сил от Ораниенбаума. Вполне возможно, что по этой причине немецкое командование отказалось от наступательной операции по ликвидации Ораниенбаумского плацдарма.
Операция практически не исследована и редко упоминается в советской военно-исторической литературе из-за её неудачного исхода.